# Oechalia virescens
Oechalia virescens är en insektsart som beskrevs av Robert L. Usinger 1941. Oechalia virescens ingår i släktet Oechalia och familjen bärfisar. Inga underarter finns listade i Catalogue of Life.